# John Heitinga
John Gijsbert Alan Heitinga, més conegut com a John Heitinga, (Alphen aan den Rijn, 15 de novembre de 1983) és un exfutbolista i entrenador neerlandès que jugava en la posició de defensa central o pivot defensiu. Ha sigut internacional amb la selecció de futbol de Països Baixos.